# Verticordia pennigera
Verticordia pennigera är en myrtenväxtart som beskrevs av Stephan Ladislaus Endlicher. Verticordia pennigera ingår i släktet Verticordia och familjen myrtenväxter. Inga underarter finns listade i Catalogue of Life.

## Bildgalleri

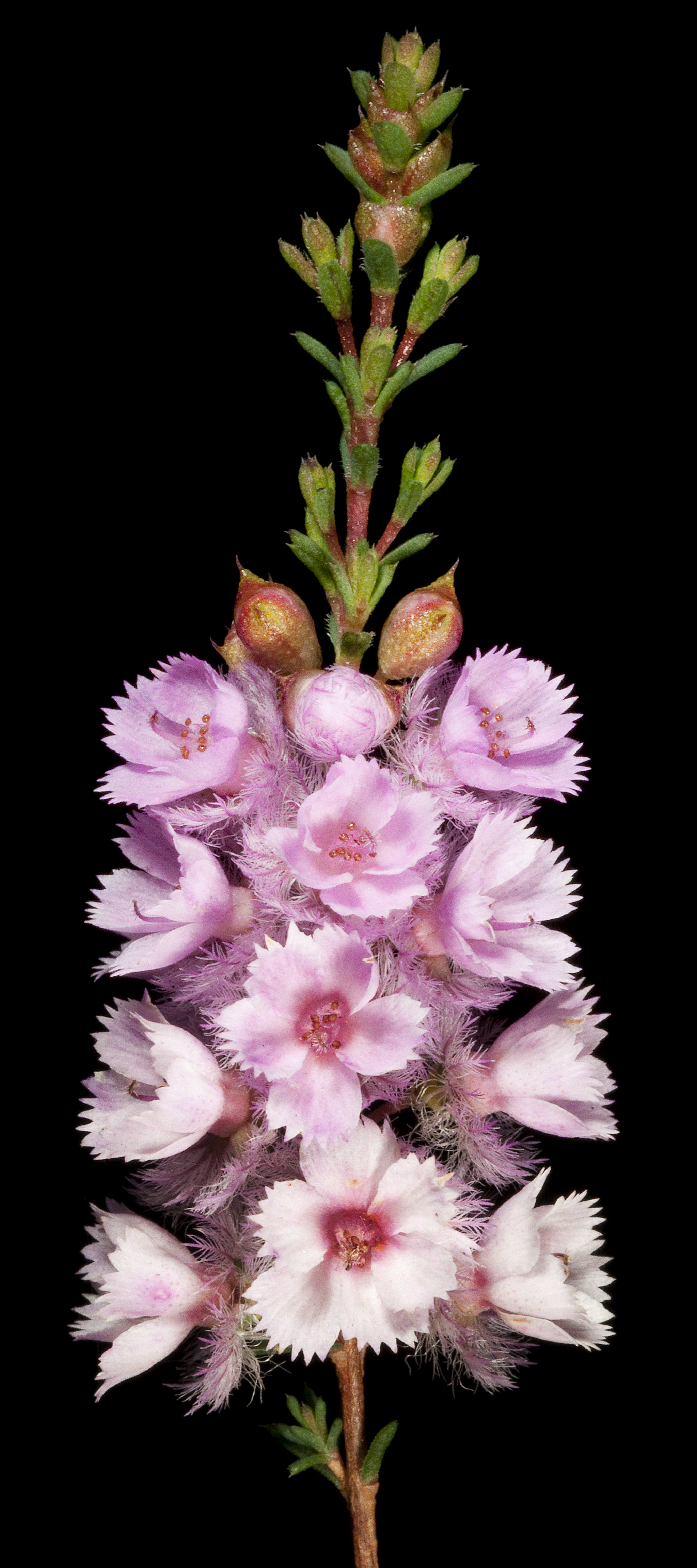